# Ammophila producticollis
Ammophila producticollis es una especie de avispa del género Ammophila, familia Sphecidae.

## Taxonomía
Fue descrito por primera vez en 1900 por Morice.